# Elecciones estatales de Puebla de 2004
Las Elecciones estatales de Puebla de 2004 se llevaron a cabo el domingo 14 de noviembre de 2004, y en ellas se renovaron los siguientes cargos de elección popular:
- Gobernador de Puebla. Titular del Poder Ejecutivo del estado, electo para un periodo de seis años no reelegibles en ningún caso, el candidato electo fue Mario Marín Torres.
- 217 ayuntamientos. Compuestos por un Presidente Municipal y regidores, electos para un periodo de tres años no reelegibles para el periodo inmediato.
- 41 diputados del Congreso del Estado. 26 electos por mayoría relativa en cada uno de los distritos electorales estatales y 15 electos por mediante representación proporcional para integrar la LVI Legislatura.

## Resultados electorales

### Gobernador
|  | 49.6 % |

|  | 36.0 % |

|  | 5.6 % |

|  | 2.3 % |

|  | 1.7 % |

|  | 1.6 % |

|  | 96.8 % |

|  | 3.2 % |

### Ayuntamientos
|  | 42.9 % |

|  | 35.5 % |

|  | 8.7 % |

|  | 4.1 % |

|  | 2.6 % |

|  | 2.6 % |

|  | 96.5 % |

|  | 3.5 % |